# IC 2035
IC 2035 ist eine linsenförmige Zwerggalaxie vom Hubble-Typ SB0 im Sternbild Pendeluhr am Südsternhimmel. Sie ist schätzungsweise 60 Millionen Lichtjahre von der Milchstraße entfernt und hat einen Durchmesser von etwa 20.000 Lichtjahren.
Das Objekt wurde im Jahr 1898 vom schottisch-südafrikanischen Astronomen Robert Innes entdeckt.